# Habloville
Habloville – miejscowość i gmina we Francji, w regionie Normandia, w departamencie Orne.
Według danych na rok 1990 gminę zamieszkiwały 262 osoby, a gęstość zaludnienia wynosiła 22 osoby/km² (wśród 1815 gmin Dolnej Normandii Habloville plasuje się na 629. miejscu pod względem liczby ludności, natomiast pod względem powierzchni na miejscu 392.).